# (73919) 1997 HV10
(73919) 1997 HV10 – planetoida z pasa głównego asteroid okrążająca Słońce w ciągu 4,08 lat w średniej odległości 2,55 j.a. Odkryta 30 kwietnia 1997 roku.